# Asuka (Nara)
Asuka (明日香村 Asuka-mura?) es una villa localizada en la prefectura de Nara, Japón. En julio de 2020 tenía una población estimada de 5,237 habitantes y una densidad de población de 217 personas por km². Su área total es de 24,10 km².

## Geografía

### Localidades circundantes
- Prefectura de Nara
  - Kashihara
  - Sakurai
  - Takatori
  - Yoshino

## Demografía
Según datos del censo japonés, la población de Asuka ha disminuido en los últimos años. 
| Año del censo | Población |
| ------------- | --------- |
| 1995          | 7.126     |
| 2000          | 6.846     |
| 2005          | 6.343     |
| 2010          | 5.856     |
| 2015          | 5.523     |
| 2020          | 5,237     |